# (2040) Chalonge
(2040) Chalonge est un astéroïde de la ceinture principale.

## Description
(2040) Chalonge est un astéroïde de la ceinture principale. Il fut découvert le 19 avril 1974 à l'observatoire Zimmerwald par Paul Wild. Il fut nommé en honneur de Daniel Chalonge. Il présente une orbite caractérisée par un demi-grand axe de 3,12 UA, une excentricité de 0,18 et une inclinaison de 14,7° par rapport à l'écliptique.

## Compléments